# اوا کربلر
اوا کربلر (به انگلیسی: Eva Kerbler؛ زاده ۱۳۱۲) هنرپیشه اتریشی است.

## فیلم‌شناسی
| عنوان                     | سال  |
| ------------------------- | ---- |
| کاباره                    | ۱۳۳۳ |
| کلمب کراهوینکل را کشف کرد | ۱۳۳۳ |